# Женско писане
Женско писане е термин, който произхожда от френския литературен феминизъм écriture féminine. Датира от 1970-те години. Елен Сиксу първа използва термина в нейното есе „Смехът на Медуза“ (1975).
Женското писане получава развитие специфично при френските и някои други европейски феминистки. Понастоящем то се разпознава от англоговорещите изследователи като подкатегория на литературния феминизъм.
Елен Сиксу, Моник Уитинг, Люс Иригаре  и Юлия Кръстева  са фундаменталните теоретици на движението, като психоаналитичната теория се включва в началото на 1990-те. Тези писателки понякога колективно са наричани в англоговорещия свят „френски феминистки“.

## Въшни препратки
- Женско писане. 90-те. Версии. – дискусия Архив на оригинала от 2010-12-21 в Wayback Machine. във в. Литературен вестник